# Merritt (Canada)
Merritt è una municipalità del Canada situata nella parte meridionale della Columbia Britannica.